# Гиг II де Форе
Гиг II д’Альбон (фр. Guigues II de Forez; ум. 6 декабря 1206) — граф Форе в 1138—1199 годах и Лиона в 1138—1173 годах. Сын и наследник Гига I. Как граф Форе был вассалом Франции, а графство Лион входило в состав Священной Римской империи.
При Гиге II продолжилась тянувшаяся на протяжении многих десятилетий борьба графов Лиона с архиепископами за власть в Лионе. Духовных князей поддерживали германские императоры. В 1156 году Фридрих I Барбаросса вручил лионскому архиепископу графские регалии. В ответ на это Гиг II осадил город. Но несмотря на все попытки, взять Лион ему не удалось.
В 1173 году при посредничестве папы Александра III было заключено соглашение. Гиг II отказывался от прав на графство Лион, в обмен на это ему было обещано, что его сын будет назначен архиепископом. С условиями договора согласился и французский король Людовик VII. После этого во владении Гига II осталось только графство Форе со столицей в городе Монбризон.
Вместе с сеньорами де Божё Гиг д’Альбон поддерживал короля в его борьбе с графами Оверни и взял в плен виконта Понса де Полиньяка.
В 1199 году Гиг II принял монашеский постриг в основанном им цистерцианском монастыре Бонлье, где и умер через 7 лет.

## Семья
Известны трое его сыновей:
- Гиг III де Форе (ум 1204) — преемник отца в его владениях
- Рено II де Форе (ум. 1226), архиепископ Лиона с 1193.
- Умберт, канонник в Лионе.